# Joy Villa
Joy Angela Villa (Orange, California; 25 de abril de 1986) es una cantautora, actriz, youtuber y activista conservadora estadounidense. Es conocida por su apoyo abierto al presidente de los Estados Unidos, Donald Trump, y a causas políticas y sociales conservadoras y de derecha.

## Primeros años
Villa nació en Orange, California, el 25 de abril de 1986. Su padre, el reverendo Joseph Villa, era italo-argentino, mientras que su madre, Mildred Angela Pierce Villa, era afroamericana y tenía alguna ascendencia indígena choctaw. Su tío abuelo materno fue el vocalista de jazz Kenny Hagood. Asistió a la escuela secundaria en Lompoc High School, de donde se graduó en 2004.

## Carrera
Villa ha trabajado como actriz y productora. De los 14 a los 16 años, estuvo en Youth Network TV en Comcast Television. Ha participado en la comedia romántica The Contrast, en Brigantia, en el episodio "Orientation" de la temporada 4 de Heroes, y otras apariciones en CSI: New York, The Valley Girls y en el programa de MTV Next.

## Atuendos en los Premios Grammy
Villa es conocida por los extravagantes atuendos que usó para los premios Grammy. Estos incluyen:
- Para los premios Grammy 2015, usó un vestido transparente hecho completamente de material de construcción de cercas de color naranja, diseñado por Andre Soriano.[6] El vestido fue descrito como «inusual».[7]
- En 2016, usó un vestido transparente que consistía principalmente en púas de tela. El Huffington Post lo nombró como uno de sus «looks más escandalosos de los Grammy 2016».[8]
- En 2017, Villa lució un vestido azul, nuevamente diseñado por Andre Soriano, promocionando al presidente Donald Trump, con el lema de su campaña “Make America Great Again” y el nombre “Trump”.[9] La publicidad del vestido puede haber ayudado al EP de Villa I Make the Static a alcanzar el número 1 entre las descargas digitales en Amazon e iTunes en los Estados Unidos.[10] También subió al top 100 de las listas de iTunes de varios otros países, incluidos Canadá, Reino Unido, Australia y Brasil. El álbum vendió más de 15.000 copias en los dos días siguientes y debutó en las listas de Billboard la semana siguiente en el número 12 con 29.000 unidades equivalentes al álbum, 27.000 de las cuales fueron ventas de álbumes puras. El EP también ocupó el puesto número 2 en la lista de álbumes digitales y el número 6 en la lista de ventas de álbumes principales,[11] además de ser el álbum de rock alternativo más vendido de la semana.
- En 2018, Villa lució un vestido blanco con un bebé pintado a mano dentro de un útero arcoíris junto con un bolso con el lema “Elige la vida”, mostrando su rechazo al aborto.[12]
- En 2019, Villa lució un vestido plateado reflectante con un contorno negro de ladrillos alrededor, excepto en un área con la inscripción “Build the Wall” escrito en rojo en una sección grande en la parte trasera de la prenda, inspirándose en The Wall, de Pink Floyd.[13] También llevaba un collar metálico que representaba una cerca de alambre de púas, una corona con púas que hacía referencia a la Estatua de la Libertad y lucía un bolso rojo con el eslogan “Make America Great Again”.[14][15]

## Posturas políticas
Villa es partidaria de Donald Trump y se ha unido a la Junta Asesora de Campañas de Trump. Ha declarado que apoyaba al senador Bernie Sanders a principios de las elecciones presidenciales de Estados Unidos de 2016, pero pronto pasó a apoyar a Trump en las elecciones generales.
El 5 de mayo de 2018, Villa se unió a la Marcha por la Vida del Reino Unido en Londres. Lideró la marcha desde Trafalgar Square hasta Parliament Square.
En 2019, durante un debate contra un activista de Black Lives Matter, Joy Villa se refirió a Black Lives Matter como una «organización terrorista». También dijo que el movimiento no aborda el crimen de negros contra negros y que la mayoría de las personas que han sido asesinadas por la policía son delincuentes.
Villa ha apoyado la teoría de la conspiración QAnon de extrema derecha, y en varias ocasiones ha usado accesorios de ropa con temática QAnon.
El 9 de noviembre de 2020, Villa apareció en un Trump Rally en Mount Juliet. Villa dijo: «Debido a que llega el día de la inauguración vamos a ver la verdad. Trump volverá a ser su presidente». Villa también dijo que «Dios está de nuestro lado» y aconsejó a la multitud que confíe en Dios. «Sabemos que él [Trump] fue elegido para un momento como este. Esta podría haber sido la razón principal por la que está en el cargo». Villa también dijo que no puede entender cómo las personas pueden confundirse acerca de su identidad de género.
El 10 de noviembre de 2020, Villa apareció en RT America, que es parte de la red Russia Today, una red mundial de noticias de televisión multilingüe con sede en Moscú, Rusia. Villa comentó sobre la elección presidencial de los Estados Unidos de 2020 y dijo: «Se están produciendo demasiadas acusaciones de fraude electoral, vemos votantes muertos que han salido de la tumba y votaron milagrosamente por Joe Biden».

## Vida personal
Villa creció en la ciudad de Nueva York y Santa Bárbara, y ha realizado giras por las iglesias de cienciología en más de 25 países, incluidos Dinamarca, Sudáfrica, Francia, Italia, Indonesia, Japón, Corea del Sur, Singapur y México. Ha vivido en Los Ángeles, Seattle, Santa Bárbara y Aarhus (Dinamarca); actualmente reside en Nashville, Tennessee.
Villa es cristiana y le da crédito a sus estudios de cienciología por haber mejorado su vida y su carrera. En diciembre de 2016 se casó con el escritor y fotógrafo danés Thorsten Overgaard. El 25 de septiembre de 2019, anunció a través de las redes sociales que había solicitado el divorcio de manera amistosa.
El 28 de noviembre de 2017, Villa presentó una denuncia policial contra el exgerente de campaña de Trump, Corey Lewandowski, por supuestamente abofetearle el trasero en una fiesta en Washington D. C. Villa alegó que después de que ella le dijo que podía denunciarlo por acoso sexual, Lewandowski dijo: «Trabajo en el sector privado» y la abofeteó nuevamente. Lewandowski no negó estas acusaciones, pero respondió diciendo que «hay un debido proceso y hay un proceso por el que pasarán para determinar la inocencia de una persona».

## Discografía

### Sencillos
| Año  | Título                      | Nota |
| ---- | --------------------------- | ---- |
| 2011 | «Cold Wind»                 |      |
| 2012 | «Drop Him Off»              |      |
| 2014 | «Vagabonds»                 |      |
| 2014 | «Run and Hide»              |      |
| 2014 | «Beautiful»                 |      |
| 2014 | «Get Your Freedom»          |      |
| 2015 | «Play»                      |      |
| 2016 | «Empty»                     |      |
| 2017 | «Make America Great Again!» |      |
| 2018 | «Devil in the City»         |      |
| 2018 | «Lost»                      |      |
| 2018 | «The Star Spangled Banner»  |      |
| 2018 | «Home Sweet Home»           |      |
| 2019 | «Freedom (Fight For It)»    |      |